# Francisco Ernandi Lima da Silva
Francisco Ernandi Lima da Silva, mais conhecido como Mirandinha (Chaval, 2 de julho de 1959), é um ex-futebolista brasileiro que jogava como atacante e atualmente é treinador do Rio Negro.

## Carreira
Revelado pelo Ferroviário, de Fortaleza, teve passagens significativas por Botafogo, Náutico, Cruzeiro, Palmeiras e Fortaleza. Ficou marcado por ser o primeiro jogador brasileiro a defender um clube inglês, o Newcastle, em 1987.
Ele foi contratado após marcar um gol pela seleção brasileira contra a Inglaterra em um amistoso, o que teria chamado a atenção dos dirigentes do Newcastle, que diziam não ver risco algum na negociação.⁣ A sua carreira no clube inglês foi curta e sem grande destaque.
Em 1996 passou à carreira de treinador, iniciando-a no Ferroviário. Na tarde do dia 28 de junho, Mirandinha assumiu o controle do Sport Club Maguary, onde começou a sua carreira futebolística aos quinze anos de idade.
Foi embaixador da Copa do Mundo de 2014 no Ceará. Depois, treinou o modesto Itapajé e em 2016 comandou o Itapirense.
Em 6 de fevereiro de 2017, o ex-atacante assumiu o comando do Genus de Porto Velho, para trabalhar na montagem do elenco do clube rondoniense.
Em 28 de janeiro de 2020, desligou-se do Batatais, onde era gerente de futebol, para assumir o comando do CENA no Campeonato Sul-Mato-Grossense. O clube acabou rebaixado. Ainda em 2020, voltou ao Batatais, para comandar o sub-20 do clube.

### Palmeiras
Foi no Palmeiras que Mirandinha teve maior destaque. Nas suas duas passagens (1986–1987 e 1989–1990), o atacante disputou 140 partidas e marcou 61 gols. Foi ainda vestindo a camisa do Alviverde que foi convocado para a Seleção Brasileira. O seu estilo individualista valeu-lhe a fama de "fominha" entre os torcedores.

## Títulos
Fortaleza
- Campeonato Cearense: 1991

## Como treinador
Fortaleza
- Campeonato Cearense: 2009

Atlético Rio Negro Clube
- Campeonato Amazonense: 2001